# Брустад, Арне
Арне Брустад (норв. Arne Brustad; 14 апреля 1912, Осло — 22 августа 1987, там же) — норвежский футболист, бронзовый призёр летних Олимпийских игр 1936 года. Играл на позиции нападающего.

## Биография
Брустад выступал за команду «Люн» на протяжении своей карьеры, выиграв Кубок Норвегии в 1945 и 1946 годах.
За сборную Норвегии провёл 33 игры и забил 17 голов. В составе сборной Норвегии в 1936 году стал бронзовым призёром Олимпийских игр, отметившись на турнире пятью голами: первый из них был забит в ворота сборной Турции в первом раунде (4:0), ещё один гол в ворота сборной Италии в полуфинале (1:2), а в игре за 3-е место Брустад оформил хет-трик против Польши (3:2). В самом же полуфинальном матче Брустад ещё один раз поразил итальянские ворота, но по непонятным причинам судьи усмотрели положение вне игры.
В 1938 году Брустад выступил на чемпионате мира в составе норвежской сборной. В том же году сыграл товарищеский матч против Англии в составе сборной Европы на стадионе «Хайбери».

## Статистика

### Матчи Брустада за сборную Норвегии
| Матчи Брустада за сборную Норвегии | Матчи Брустада за сборную Норвегии | Матчи Брустада за сборную Норвегии | Матчи Брустада за сборную Норвегии | Матчи Брустада за сборную Норвегии | Матчи Брустада за сборную Норвегии  |
| ---------------------------------- | ---------------------------------- | ---------------------------------- | ---------------------------------- | ---------------------------------- | ----------------------------------- |
| №                                  | Дата                               | Соперник                           | Счёт                               | Голы Брустада                      | Соревнование                        |
| 1                                  | 31 мая 1935                        | Венгрия (люб.)                     | 2:0                                | —                                  | Товарищеский матч                   |
| 2                                  | 23 июня 1935                       | Дания                              | 0:1                                | —                                  | Чемпионат Северной Европы 1933—1936 |
| 3                                  | 18 июня 1936                       | Швейцария                          | 1:2                                | —                                  | Товарищеский матч                   |
| 4                                  | 5 июля 1936                        | Швеция                             | 0:2                                | —                                  | Чемпионат Северной Европы 1933—1936 |
| 5                                  | 26 июля 1936                       | Швеция                             | 4:3                                | —                                  | Товарищеский матч                   |
| 6                                  | 3 августа 1936                     | Турция                             | 4:0                                | 1                                  | Олимпийские игры 1936               |
| 7                                  | 7 августа 1936                     | Германия                           | 2:0                                | —                                  | Олимпийские игры 1936               |
| 8                                  | 10 августа 1936                    | Италия                             | 1:2                                | 1                                  | Олимпийские игры 1936               |
| 9                                  | 13 августа 1936                    | Польша                             | 3:2                                | 3                                  | Олимпийские игры 1936               |
| 10                                 | 6 сентября 1936                    | Финляндия                          | 0:2                                | —                                  | Чемпионат Северной Европы 1933—1936 |
| 11                                 | 20 сентября 1936                   | Дания                              | 3:3                                | 1                                  | Чемпионат Северной Европы 1933—1936 |
| 12                                 | 1 ноября 1936                      | Нидерланды                         | 3:3                                | 2                                  | Товарищеский матч                   |
| 13                                 | 14 мая 1937                        | Англия                             | 0:6                                | —                                  | Товарищеский матч                   |
| 14                                 | 27 мая 1937                        | Италия                             | 1:3                                | —                                  | Товарищеский матч                   |
| 15                                 | 13 июня 1937                       | Дания                              | 1:5                                | —                                  | Чемпионат Северной Европы 1937—1947 |
| 16                                 | 5 сентября 1937                    | Финляндия                          | 2:0                                | —                                  | Чемпионат Северной Европы 1937—1947 |
| 17                                 | 19 сентября 1937                   | Швеция                             | 3:2                                | 1                                  | Чемпионат Северной Европы 1937—1947 |
| 18                                 | 10 октября 1937                    | Ирландия                           | 3:2                                | —                                  | Чемпионат мира 1938 (отбор)         |
| 19                                 | 31 мая 1938                        | Эстония                            | 1:0                                | 1                                  | Товарищеский матч                   |
| 20                                 | 5 июня 1938                        | Италия                             | 1:2                                | 1                                  | Чемпионат мира 1938                 |
| 21                                 | 17 июня 1938                       | Финляндия                          | 9:0                                | 4                                  | Чемпионат Северной Европы 1937—1947 |
| 22                                 | 4 сентября 1938                    | Швеция                             | 2:1                                | —                                  | Товарищеский матч                   |
| 23                                 | 18 сентября 1938                   | Дания                              | 1:1                                | —                                  | Чемпионат Северной Европы 1937—1947 |
| 24                                 | 2 октября 1938                     | Швеция                             | 3:2                                | 1                                  | Чемпионат Северной Европы 1937—1947 |
| 25                                 | 9 ноября 1938                      | Англия                             | 0:4                                | —                                  | Товарищеский матч                   |
| 26                                 | 2 июня 1939                        | Швеция                             | 2:3                                | —                                  | Товарищеский матч                   |
| 27                                 | 14 июня 1939                       | Швеция                             | 1:0                                | —                                  | Товарищеский матч                   |
| 28                                 | 18 июня 1939                       | Дания                              | 3:6                                | 1                                  | Товарищеский матч                   |
| 29                                 | 22 июня 1939                       | Германия                           | 0:4                                | —                                  | Товарищеский матч                   |
| 30                                 | 22 октября 1939                    | Дания                              | 1:4                                | —                                  | Чемпионат Северной Европы 1937—1947 |
| 31                                 | 26 августа 1945                    | Дания                              | 2:4                                | —                                  | Товарищеский матч                   |
| 32                                 | 21 октября 1945                    | Швеция                             | 0:10                               | —                                  | Товарищеский матч                   |
| 33                                 | 16 июня 1946                       | Дания                              | 2:1                                | —                                  | Товарищеский матч                   |

Итого: 33 матча / 17 голов; 14 побед, 3 ничьи, 16 поражений.